# Tarzán el indómito
Tarzán el indómito (en inglés: Tarzan the Untamed) es la séptima de una serie de novelas escritas por Edgar Rice Burroughs acerca del personaje ficticio Tarzán. Esta historia fue publicada por primera vez en la revista pulp All-Story Weekly del 20 de marzo al 17 de abril de 1920 y editada como libro por primera vez en 1920.

## Personajes
- Capitán Hauptmann Fritz Schneider
- Subteniente Von Goss